# Tjandzuo (dinastija Ljao)
Tjandzuo z osebnim imenom Jelu Janši in vludnostnim imenom Janning je bil deveti in zadnji cesar kitajske kitanske dinastije Ljao, * 5. junij 1075, † 1128 ali 1156.
Na prestolu Ljaa je leta 1101 nasledil svojega starega očeta cesarja Daodzonga in vladal do padca dinastije Ljao leta 1125. 

## Invazija Džina
Med vladavino cesarja Tjandzuoja so džurčenska plemena pod vodstvom Vanjana Agude leta 1115 ustanovila dinastijo Džin. Aguda je oblikoval zavezništvo na morju z dinastijo Severni Song, v kateri so vladali Hani,  in začel vzpostavljati svojo oblast nad nekdanjim ozemljem Ljaa v Zunanji Mongoliji. Cesar Tjandzuo se je izkazal za nesposobnega soočiti se z grožnjo Džina. Generali Ljaa so leta 1115  poskusili izvesti državni udar in na prestol postaviti Tjandzuojevega strica Jelu Čuna, vendar je poskus spodletel.  Vojska Džina je leta 1117 vdrla iz Mandžurije in leta 1120 zavzela glavno prestolnico Ljaa in nato leta 1122 še osrednjo prestolnico.
Leta 1121 je sledil drugi poskus državnega udara, v katerem so poskušali na prestol postaviti Tjandzuojevega sina princa Džina, vendar je tudi ta poskus spodletel. Princ je bil usmrčen, večina zarotnikov pa je prebegnila k dinastiji Džin. Tjandzuo je pobegnil iz Nandžinga (današnji Peking) na zahod cesarstva. Njegov stric Jelu Čun  je nato v Nandžingu ustanovil kratkotrajno dinastijo Severni Ljao in kmalu zatem umrl. Nandžing je konec leta 1122 ali v začetku leta 1123 osvojila dinastija Džin. 

## Konec dinastije Ljao
Po koncu dinastije Severni Ljao se je general Jelu Daši ponovno pridružil cesarju Tjandzuoju. Leta 1123 so čete Jina zavzele Tjandzuojevo palačo v Čingdžongu in zajele člane njegove družine. Tjandzuo je pobegnil v Šja, kjer je dobil zatočišče. Kasneje je nameraval napasti Džin, vendar je mu je Jelu Daši odrekel podporo,  saj je menil, da napad na vojaško mnogo močnejši Džin neumnost. Leta 1124 je Jelu Daši s tolpo privržencev pobegnil na zahod in ustanovil dinastijo Zahodni Ljao. Cesarja Tjandzuoja je leta 1125 ujela dinastija Džin, kar je pomenilo propad dinastije Ljao.

## Smrt
Okoliščine Tjangdzuojeve smrti niso znane. 